# Liste der Shared-Space-Projekte
Die Liste der Shared-Space-Projekte gibt einen Überblick über existierende oder sich im Planungsprozess befindliche Verkehrsanlagen, die der Planungsphilosophie Shared Space entsprechen.

## Definition
Straßenräume können nach Gerlach et al. im engeren Sinn als Shared Space bezeichnet werden, wenn folgende Merkmale erfüllt werden:
- Anwendung des Mischungsprinzips in dörflichen Hauptstraßen, örtlichen Geschäftsstraßen oder Hauptgeschäftsstraßen abschnittsweise und vorzugsweise in Platzbereichen.
- Einbeziehung möglichst aller Verkehrsteilsysteme in das Mischprinzip – mindestens aber den Fahrrad- und Fußgängerverkehr auf nicht separierten Flächen.
- Nutzung des Bereichs durch die Verkehrsteilsysteme Kfz-Verkehr, Fahrrad- und Fußgängerverkehr, gegebenenfalls auch des öffentlichen Verkehrs.
- Vermeidung des ruhenden Verkehrs im Bereich.
- Weitgehender Verzicht auf Beschilderung.

## Länder
In Klammern dahinter jeweils das Jahr der Fertigstellung.

### Australien
- Stadt Bendigo[2][3]

### Belgien
- Gemeinde Ostende[4][5]

### Dänemark
- Gemeinde Ejby[4][5]

### Deutschland
| Ort                     | S/G      | Land | PLZ   | Straße/Platz | wann | Bemerkungen                                       |
| ----------------------- | -------- | ---- | ----- | --- | ---- | ------------------------------------------------- |
| Aachen                  | Stadt    | NRW  | 52062 | Templergraben | 2011 | Baubeginn 2011 Projekt wird nicht weiter verfolgt |
| Berlin                  | Stadt    | B    | 10777 | Maaßenstraße | 2015 | [ 8 ]                                             |
| Blomberg                | Stadt    | NRW  | 32825 | | 2009 | [ 9 ]                                             |
| Buxtehude               | Stadt    | NI   | 21614 | |      | [ 10 ]                                            |
| Bohmte                  | Gemeinde | NI   | 49163 | Shared Space in Bohmte | 2008 | EU-Modellprojekt                                  |
| Brühl                   | Stadt    | NRW  | 50321 | Brühler Stern |      | [ 12 ]                                            |
| Calau                   | Stadt    | BB   | 03205 | |      | [ 13 ]                                            |
| Dresden                 | Stadt    | SN   | 01067 | Pieschener Melodien | 2017 | [ 14 ]                                            |
| Duisburg                | Stadt    | NRW  | 47051 | Dorfplatz Bissingheim Bahnhofsvorplatz Großenbaum Hamborner Altmarkt Hochemmericher Markt Schwalbenplatz Beeckerwerth Opernplatz Duisburg-Mitte |      | [ 15 ]                                            |
| Endingen am Kaiserstuhl | Stadt    | BW   | 79346 | | 2008 | [ 16 ]                                            |
| Ettenheim               | Stadt    | BW   | 77955 | | 2008 | [ 16 ]                                            |
| Frankfurt am Main       | Stadt    | HE   | 60306 | Alt-Erlenbach | 2009 | [ 17 ]                                            |
| Hamburg                 | Stadt    | HH   | 21029 | Weidenbaumsweg | 2012 | [ 18 ]                                            |
| Haslach im Kinzigtal    | Stadt    | BW   | 77716 | | 2008 | [ 16 ]                                            |
| Hatten                  | Gemeinde | NI   | 26209 | OT Kirchhatten | 2009 | seit 2009                                         |
| Kamen                   | Stadt    | NRW  | 59174 | Ortsteil Heeren-Werve | 2010 | [ 19 ]                                            |
| Legden                  | Stadt    | NRW  | 48739 | Kirchstraße |      | [ 20 ]                                            |
| Luckenwalde             | Stadt    | BB   | 14943 | |      | [ 21 ]                                            |
| Potsdam                 | Stadt    | BB   | 14467 | |      | [ 22 ]                                            |
| Rudersberg              | Gemeinde | BW   | 73635 | |      | [ 23 ]                                            |
| Schwetzingen            | Stadt    | BW   | 68723 | Schlossplatz |      | [ 24 ]                                            |
| Schönebeck (Elbe)       | Stadt    | ST   | 39218 | Marktplatz-Altstadt | 2016 | Verkehrsfreigabe Mai 2016                         |
| Stuttgart               | Stadt    | BW   | 70178 | Tübinger Straße | 2012 | 2012 abgeschlossen                                |
| Verden                  | Stadt    | NI   | 27283 | Große Straße Herrlichkeit Ostertorstraße | 1999 | [ 26 ]                                            |
| Wolfach                 | Stadt    | BW   | 77709 | | 2008 | [ 16 ]                                            |
| Worpswede               | Gemeinde | NI   | 27726 | Bergstrasse | 2013 |                                                   |

### England
- Stadt Brighton[27] (2007)
- Stadt London
  - Exhibition Road[28][29] (2011)
  - Kensington High Street[30][31] (2003)
  - Seven Dials[32] (frühe 1990er Jahre)
- Grafschaft Suffolk[4][5]
- Grafschaft Northamptonshire,
  - Gemeinde Upton[33]
- Grafschaft Cheshire
  - Gemeinde Poynton[34]

### Italien
- Stadt Lodi (2012)[35]

### Niederlande
- Gemeinde Emmen[4][5]
- Provinz Friesland[4][5]
  - Gemeinde Donkerbroek[5] (1995)
  - Gemeinde Drachten[5] (2000/2001)
  - Gemeinde Makkinga[5] (1991)
  - Gemeinde Nijega[5] (2000)
  - Gemeinde Oldeberkoop[5] (1994)
  - Gemeinde Opeinde[5] (1997)
  - Gemeinde Oosterwolde[5] (1998)
  - Gemeinde Oudehaske[5] (1985)
  - Gemeinde Wolvega[5] (1997)
- Gemeinde Haren[4][5] (2002)

### Österreich

9a: Fußgängerzone
9c: Wohnstraße
9e: Begegnungszone

In Österreich gibt es neben der primär innerstädtischen Fußgängerzone (§ 53 Abs. 9a/b StVO) die primär suburbane Wohnstraße (§ 53 9c/d StVO) und die noch verkehrsregelfreiere, breit anwendbare Begegnungszone (§53 9e/f StVO), die seit den 1980ern vielfach praktiziert werden. Einige frühe Beispiele für Pionierprojekte der Begegnungszonen (vor der straßenverkehrsrechtlichen Einführung 2013) in prominenterer Lage sind:
- Gemeinde Gleinstätten[37] (2009, wurde am 12. September 2010 in Betrieb genommen, erstes Projekt in Österreich, das in Betrieb ging).[38]
- Gemeinde Feldkirchen bei Graz[37] (2009)
- Stadt Vöcklabruck[39] (2009)
- Stadt Graz, wurde am 11. Oktober 2011 eröffnet, erstes Projekt in einer österreichischen Stadt[40]
- Marktgemeinde Gnas[37]
- Gemeinde Velden am Wörther See[41] (2010)
- Stadt Villach (2012)[42]
- Koexistenzzone Thalgau (Bad Architects Group 2012) – Ortsdurchfahrt einer Landesstraße
- Gmunden[43] Grundsatzentscheidung für Shared Space / Begegnungszone, Bürgerbeteiligungsverfahren für Verkehrsplan Gmunden 2012 abgeschlossen, Begegnungszone als ein Teil des neuen Generalverkehrsplans realisiert (2018).[44]

Der Verein Walk-space.at listet auf seiner Webseite 71 Projekte zu Begegnungszonen in Österreich auf (Stand August 2019).

### Schweden
- Stadt Norrköping[46][47]

### Vereinigte Staaten
- Stadt West Palm Beach[48]

### Luxemburg
- Gemeinde Bartringen (2016)[49]